# Solenodon marcanoi
Solenodon marcanoi là một loài động vật có vú trong họ Solenodontidae, bộ Soricomorpha. Loài này được Patterson mô tả năm 1962.